# Estrela do Sul
Estrela do Sul is een gemeente in de Braziliaanse deelstaat Minas Gerais. De gemeente telt 7.439 inwoners (schatting 2009).

## Aangrenzende gemeenten
De gemeente grenst aan Araguari, Cascalho Rico, Grupiara, Indianópolis, Monte Carmelo, Nova Ponte en Romaria.